# فریدون نجفی
فریدون نجفی بختیاری (زادهٔ ۱۶ آبان ۱۳۵۶ شهرستان کوهرنگ) کارگردان سینما، فیلمنامه‌نویس و اهل ایران است. او فارغ‌التحصیل سینما با گرایش کارگردانی از دانشگاه هنر و عضو آکادمی فیلم آسیاپاسیفیک استرالیا است.
اغلب آثار داستانی و مستند وی در جشنواره‌های معتبر ملی و بین‌المللی مورد توجه قرار گرفته و جوایز متعددی را کسب کرده‌است.

## آثار
کارگردانی فیلم‌های: المپیک در شلمزار، خاتون، یاردا، راه و ستاره، خانه فاطمه کجاست؟، یار دوازدهم، خروسک، آواز باران، ایلوگ، مجموعه مستند همدرنگ، افسانه ماه تی تی و مستند آخرین کوچ، سینمایی اسکی باز و بچه گرگ‌های دره سیب.
اولین فیلم سینمایی فریدون نجفی با دریافت هفت پروانه زرین در دو بخش بین‌الملل و سینمای ایران، فیلم برگزیده سی‌امین جشنواره بین‌المللی کودکان و نوجوانان شد.

### فیلم سینمایی
| سال  | نام فیلم           | تهیه‌کننده     | کارگردان | نویسنده        | جوایز |  |
| ---- | ------------------ | ------------- | -------- | -------------- | --- |  |
| ۱۴۰۳ | خاتی               | محمد کمالی‌پور | آری      | احمد رفیع زاده | این فیلم در چهل و سومین دوره جشنواره فیلم فجر در بخش سودای سیمرغ قرار گرفت و در بخش تجلی اراده ملی جایزه بهترین فیلم سینمایی سازمان حفاظت محیط زیست را دریافت کرد. |  |
| ۱۳۹۸ | بچه گرگ‌های دره سیب | مجید برزگر    | آری      | آری            | بهترین فیلم سی و سومین جشنواره بین‌المللی فیلم‌های کودکان و نوجوانان، برنده چهار پروانه زرین، بهترین فیلمنامه، بهترین بازیگر، بهترین فیلم و جایزه ویژه هیئت داوران بین‌الملل، برنده بهترین فیلم کودک و نوجوان جشنواره فیلم‌های ایرانی سانفرانسیسکو آمریکا، برنده جایزه ویژه هیئت داوران جشنواره بین‌المللی فیلم شارجه امارات                                |  |
| ۱۳۹۶ | اسکی باز           | محمد احمدی    | آری      | آری            | بهترین فیلم سی امین جشنواره بین‌المللی فیلم‌های کودکان و نوجوانان، برنده هفت پروانه زرین، بهترین فیلم جشنواره بین‌المللی فیلم المپیا یونان، بهترین فیلم جشنواره بین‌المللی فیلم زنگبار تانزانیا، بهترین فیلمنامه دوازدهمین جشنواره فیلم‌های ورزشی، نامزد جایزه بزرگ آکادمی فیلم آسیاپاسیفیک استرالیا، نامزد بهترین فیلم جشنواره بین‌المللی فیلم شارجه امارات |  |

### فیلم کوتاه
| سال  | نام فیلم          | تهیه‌کننده                       | کارگردان | جوایز |  |
| ---- | ----------------- | ------------------------------- | -------- | --- |  |
| ۱۳۸۷ | خانه فاطمه کجاست؟ | فریدون نجفی                     | آری      | سیمرغ بلورین بهترین فیلم کوتاه بیست و هفتمین جشنواره فیلم فجر، پروانه زرین بهترین فیلم کوتاه جشنواره بین‌المللی فیلم‌های کودکان و نوجوانان، بهترین فیلم جشنواره بین‌المللی الغدیر عراق، بهترین فیلم جشنواره تولیدات حوزه هنری کشور، بهترین فیلم جشنواره بین‌المللی فیلم رحمت، نامزد جایزه خرس کریستال جشنواره بین‌المللی فیلم برلین |  |
| ۱۳۸۹ | یار دوازدهم       | مرکز گسترش سینمای مستند و تجربی | آری      | پروانه زرین بهترین کارگردانی و پروانه زرین بهترین بازیگر از جشنواره بین‌المللی فیلم‌های کودکان و نوجوانان، بهترین فیلمنامه و جایزه ویژه هیئت داوران از جشنواره بین‌المللی فیلم کوتاه تهران، بهترین فیلم جشنواره بین‌المللی فیلم رشد،                                                                                               |  |
| ۱۳۹۰ | خروسک             | فریدون نجفی                     | آری      | پروانه زرین بهترین فیلم جشنواره فیلم‌های کودکان و نوجوانان، بهترین فیلم جشنواره بین‌المللی فیلم لوکانیا ایتالیا، بهترین بازیگر کودک از جشنواره فیلم رویش |  |

### فیلم مستند
| سال  | نام فیلم   | تهیه‌کننده | کارگردان | جوایز |  |
| ---- | ---------- | --------- | -------- | --- |  |
| ۱۳۹۱ | آخرین کوچ  | آری       | آری      | بهترین فیلم جشنواره بین‌المللی فیلم مستند ایران، سینما حقیقت، بهترین فیلم جشنواره بین‌المللی سویفت لندن، منتخب جشنواره فیلم مونترال کانادا، منتخب جشنواره فیلم تسالونیکی یونان، منتخب جشنواره فیلم مستند الجزیره دوحه قطر |  |
| ۱۳۹۲ | دختر بس    | آری       |          | بهترین فیلم کوتاه جشنواره بین‌المللی فیلم مستند ایران سینما حقیقت |  |
| ۱۳۹۹ | چهره پرداز | آری       |          | جایزه انجمن جهانی منتقدان «فیپرشی» از جشنواره بین‌المللی فیلم مستند آمستردام، (ایدفا) هلند، جایزه بزرگ جشنواره بین‌المللی فیلم یاماگاتا ژاپن، بهترین فیلم بلند بین‌الملل جشنواره بین‌المللی فیلم مستند ایران سینما حقیقت    |  |

## جوایز
فریدون نجفی با بیش از ۱۰۰ حضور ملی و بین‌المللی، بیش از ۴۰ جایزه از جشنواره‌های بین‌المللی فیلم دریافت کرده‌است، که از آن جمله‌اند:
- سیمرغ بلورین بهترین فیلم کوتاه از بیست و هفتمین جشنواره بین‌المللی فیلم فجر[۳۰]
- پروانه زرین، دیپلم افتخار و جایزه ویژه هیئت داوران بخش بین‌الملل از سی و سومین جشنواره بین‌المللی فیلمهای کودکان و نوجوانان برای کارگردانی فیلم سینمایی بچه گرگ‌های دره سیب[۳۱]
- پروانه زرین، دیپلم افتخار و جایزه بهترین فیلمنامه از سی و سومین جشنواره بین‌المللی فیلمهای کودکان و نوجوانان برای فیلم سینمایی بچه گرگ‌های دره سیب[۳۲]
- پروانه زرین، دیپلم افتخار و جایزه بهترین کارگردانی و بهترین فیلم (بخش بین‌الملل) از سی‌امین جشنواره فیلمهای کودکان و نوجوانان برای فیلم سینمایی اسکی باز[۱]
- پروانه زرین، دیپلم افتخار و جایزه بهترین کارگردانی و بهترین فیلم (بخش سینمای ایران) از سی‌امین جشنواره بین‌المللی فیلم‌های کودکان و نوجوانان برای فیلم سینمایی اسکی باز[۳۳]
- جایزه بهترین فیلم سینمایی از بیست‌ویکمین جشنواره بین‌المللی فیلم المپیا ۲۰۱۹یونان برای فیلم اسکی باز[۳۴]
- جایزه «دهو» نقره ای بهترین فیلم از بیست‌ودومین جشنواره بین‌المللی فیلم زنگبار ۲۰۱۹تانزانیا برای فیلم سینمایی اسکی باز[۳۵]
- پروانه زرین و دیپلم افتخار و جایزه بهترین کارگردانی از بیست‌ودومین جشنواره بین‌المللی فیلمهای کودکان و نوجوانان برای خانه فاطمه کجاست؟[۳۶]
- پروانه زرین و دیپلم افتخار و جایزه بهترین کارگردانی از بیست‌وچهارمین جشنواره بین‌المللی فیلم‌های کودکان و نوجوانان (یار دوازدهم)[۳۷]
- پروانه زرین و دیپلم افتخار و جایزه بهترین کارگردانی از بیست‌وششمین جشنواره بین‌المللی فیلم‌های کودکان و نوجوانان (خروسک)[۳۸]
- بهترین فیلم داستانی از نگاه داوران دانشجویی بیست‌وهفتمین جشنواره بین‌المللی فیلم کوتاه تهران
- دیپلم افتخار و جایزه بهترین فیلم از چهل‌ویکمین جشنواره بین‌المللی فیلم رشد
- دیپلم افتخار و جایزه بهترین فیلم هیئت داوران انجمن فیلم کوتاه ایران (خانه سینما) در بیست و ششمین جشنواره بین‌المللی فیلمهای کودکان ونوجوانان
- تندیس فیروزه‌ای دیپلم افتخار و جایزه بهترین فیلم از ششمین جشنواره بین‌المللی مستند ایران سینما حقیقت (کوچ زود هنگام)
- دیپلم افتخار و جایزه بهترین فیلم کوتاه از جشنواره بین‌المللی مستند ایران سینما حقیقت (دختر بس)
- تندیس جشنواره و دیپلم افتخار و جایزه بهترین فیلمنامه از جشنواره فیلم و فیلم‌نامه و عکس دانشجویان سراسر کشور، دانشگاه تهران
- تندیس جشنواره دیپلم افتخار و جایزه بهترین فیلم ۱۳۵ از چهارمین جشنواره فیلم کوثر، تهران
- تندیس جشنواره و جایزه بهترین فیلم از جشنواره بین‌المللی فیلم SWIFF لندن 2014[۳۹]
- تندیس جشنواره و جایزه بهترین فیلم از سیزدهمین جشنواره بین‌المللی فیلم لوکانیای ایتالیا[۴۰]
- تندیس جشنواره و جایزه بهترین فیلم از پنجمین جشنواره بین‌المللی الغدیر عراق[۴۱]
- تندیس جشنواره دیپلم افتخار و جایزه بهترین کارگردانی فیلم از چهارمین جشنواره سراسری فیلم رویش
- تندیس جشنواره و دیپلم افتخار و جایزهٔ بهترین فیلم از جشنوارهٔ بین‌المللی فیلم رحمت[۴۲]
- تندیس جشنواره و دیپلم افتخار و جایزه بهترین کارگردانی از جشنواره فیلم رحمت
- تندیس پرواز و دیپلم افتخار و جایزه بهترین فیلم از دومین جشنواره تولیدات حوزه هنری کشور، تهران[۴۳]
- تندیس جشنواره و دیپلم افتخار و جایزه بهترین کارگردانی از پنجمین جشنواره رسانه‌های ملی شهید آوینی،
- تندیس جشنواره و دیپلم افتخار و جایزه ویژه هیئت داوران به بهترین کارگردانی از جشنواره سراسر فیلم راهبران، تهران
- تندیس جشنواره و دیپلم افتخار بهترین موسیقی فیلم از هفدهمین جشنواره تولیدات مراکز صدا و سیما
- تندیس جشنواره و دیپلم افتخار بهترین کارگردانی از جشنواره فیلم بام ایران

او همچنین در بخش رقابتی چندین جشنواره بین‌المللی دیگر از جمله شصت ویکمین جشنواره بین‌المللی فیلم برلین
، جشنواره بین‌المللی فیلم مونترال کانادا آکادمی فیلم آسیاپاسیفیک استرالیا،  ،جشنواره فیلم تسالونیکی یونان مذهب امروز ایتالیا، جشنواره بین‌المللی فیلم کمبریج انگلستان، جشنواره فیلم الجزیره دوحه، جشنواره بین‌المللی فیلم لندن فیلمینی بلغارستان، لوکانیای ایتالیا، کودکان و نوجوانان هندوستان، جشنواره جهانی کودک یونیورسال ترکیه، جشنواره بین‌المللی فیلم المپیا یونان، جشنواره بین‌المللی فیلم شارجه امارات، جشنواره بین‌المللی فیلم بیروت، جشنواره فیلم ایرلند، جشنواره فیلم‌های ورزشی میلان ایتالیا، قلیبیه تونس و… شرکت داشته و کاندیدای چندین جایزه معتبر شده‌است.